# Eneco Tour 2015
De 11e editie van de Eneco Tour begon op maandag 10 augustus 2015 in het Nederlandse Bolsward en eindigde op zondag 16 augustus 2015 in het Belgische Geraardsbergen (op de Muur van Geraardsbergen). De ronde maakte deel uit van de UCI World Tour 2015, wat betekende dat alle World Tour-ploegen startrecht/-plicht hadden. Deze editie werd gewonnen door de titelverdediger, de Belg Tim Wellens.

## Parcours
Het peloton vertrok dit jaar vanuit Bolsward in Friesland, waar de renners in de eerste etappe de Friese elf steden aandeden. Na deze 'grand départ' in het noorden van Nederland verhuisde het peloton naar het zuiden van Nederland en vervolgens naar België. De eerste etappe na de verplaatsing startte en finishte in Breda, de stad die vorig jaar het toneel voor de tijdrit vormde en tevens volgend jaar weer als start-/finishplaats zal dienen. De derde en eerste Belgische etappe was een vlakke etappe tussen Beveren en Ardooie. Ook in 2013 (gewonnen door Mark Renshaw) en 2014 (gewonnen door Nacer Bouhanni) werd er gefinisht in Ardooie.
Na deze vlakke etappes werd in/rond het Noord-Brabantse Hoogerheide een tijdrit van 13,9 kilometer verreden. Het jaar hiervoor won Tom Dumoulin de tijdrit (in Breda over 9,6 kilometer), vóór erkend tijdrijder Fabian Cancellara.
Vervolgens werden de Nederlandse en Belgische heuvels aangedaan. In de vijfde etappe werd er door de Limburgse heuvels gereden, vanuit het Belgisch-Limburgse Riemst naar het Nederlands-Limburgse Sittard-Geleen. Deze rit was vorig jaar de afsluitende zevende etappe en de finale kende duidelijke overeenkomsten met de Amstel Gold Race. De zesde etappe voerde eerst door Zuid-Limburg (vanuit Heerlen), om vervolgens door de Belgische Ardennen naar Houffalize te gaan. Deze bijna 200 kilometer lange etappe vormde de Koninginnenrit van dit jaar. De slotrit (7e etappe) was een variant op de Ronde van Vlaanderen en voerde van Sint-Pieters-Leeuw naar de Muur van Geraardsbergen. In 2014 won Greg Van Avermaet op de Muur, terwijl Zdeněk Štybar er in 2013 de ritwinst en de eindwinst behaalde.

## Gouden Kilometer
Deze editie was de eerste editie waarin de Gouden Kilometer ("Eneco Golden KM") was opgenomen. Tevens was het de eerste World Tour-wedstrijd die dit nieuwe concept bevatte. Eerder in 2015 is het ook al in de Ronde van België opgenomen geweest. Rond 20 kilometer van het einde was er één kilometer met drie tussensprints. De organisatie zag dit als een "eenvoudig, maar ook attractief concept". De drie sprints boden elk drie, twee en één bonificatiesecondes voor de eerste drie in de sprints. Het was dus mogelijk om binnen die kilometer negen bonificatiesecondes te sprokkelen.

## Deelnemende ploegen
| 17 UCI World Tour-ploegen | 17 UCI World Tour-ploegen | 17 UCI World Tour-ploegen | 3 wildcards                 |
| ------------------------- | ------------------------- | ------------------------- | --------------------------- |
| AG2R La Mondiale          | Giant-Alpecin             | Movistar                  | Roompot Oranje Peloton      |
| Astana                    | IAM Cycling               | Orica-GreenEdge           | Topsport Vlaanderen-Baloise |
| BMC Racing Team           | Katjoesja                 | Team Sky                  | Wanty-Groupe Gobert         |
| Cannondale-Garmin         | Lampre-Merida             | Tinkoff-Saxo              |                             |
| Etixx-Quick Step          | LottoNL-Jumbo             | Trek Factory Racing       |                             |
| FDJ                       | Lotto Soudal              |                           |                             |
|                           |                           |                           |                             |
|                           |                           |                           |                             |

## Favorieten

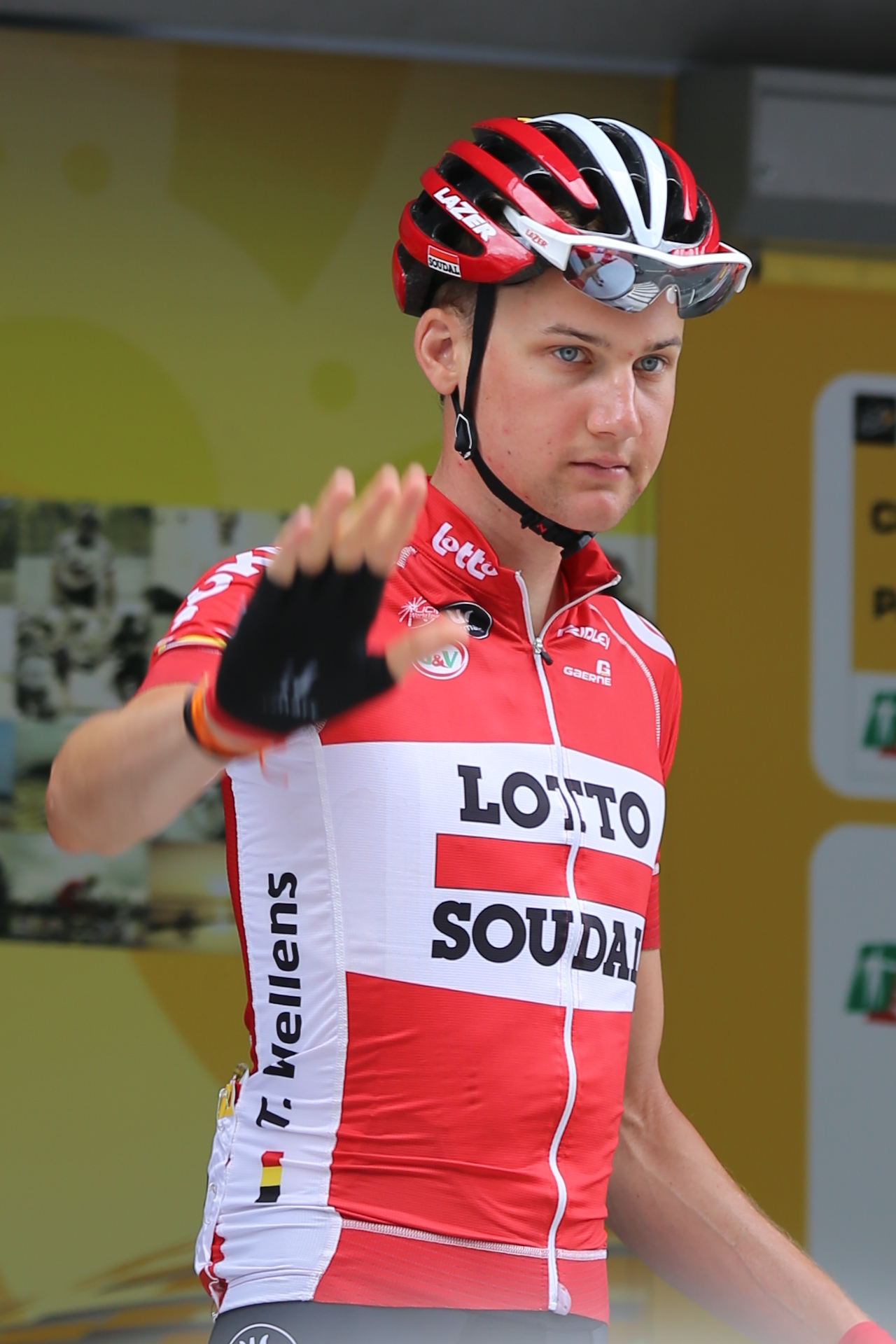
Tim Wellens, titelverdediger.

De meeste etappekoersen op de World Tour-kalender worden gewonnen door sterke klimmers. De Eneco Tour week in die zin af van andere rondes, omdat in deze race vooral klassieke renners, die goed presteren in de Ardennenklassiekers en de kasseienklassiekers, als kanshebbers voor de eindoverwinning werden gezien.
Titelverdediger Tim Wellens van Lotto Soudal, die vorig jaar de Eneco Tour in de laatste etappe won, werd ook dit jaar als kanshebber gezien. Het Britse wielertijdschrift Cycling Weekly voorspelde echter dat hem weinig aanvalsvrijheid gegeven zou worden. Een andere deelnemer die deze ronde al eens wist te winnen (in 2012) was Lars Boom van Astana. Vooral door het feit dat de race een relatief lange tijdrit en enkele kasseistroken bevatte werd hij als een van de favorieten gezien. Andere favorieten waren Nederlands kampioen Niki Terpstra (Etixx-Quick Step), die tevens derde werd in 2012, Greg Van Avermaet (BMC Racing Team), in goede vorm tijdens de Clásica San Sebastián, waar hij dicht bij de overwinning kwam, Philippe Gilbert (ook van BMC) en Wilco Kelderman (Team LottoNL-Jumbo).
De eerste drie etappes waren vlak, waardoor de kans groot was dat ze door sprinters gewonnen zouden worden. Prominente sprinters onder de deelnemers waren André Greipel (Lotto Soudal), winnaar van tien etappes in de Ronde van Frankrijk, Giacomo Nizzolo (Trek Factory Racing), Elia Viviani (Team Sky), Andrea Guardini (Astana) en Edward Theuns (Topsport Vlaanderen-Baloise).

## Etappe-overzicht
| Etappe | Datum       | Start              | Finish         | Afstand  | Type                | Winnaar          | Klassementsleider |
| ------ | ----------- | ------------------ | -------------- | -------- | ------------------- | ---------------- | ----------------- |
| 1e     | 10 augustus | Bolsward           | Bolsward       | 183,5 km | Vlakke rit          | Elia Viviani     | Elia Viviani      |
| 2e     | 11 augustus | Breda              | Breda          | 180,0 km | Vlakke rit          | André Greipel    | Jesper Asselman   |
| 3e     | 12 augustus | Beveren            | Ardooie        | 171,9 km | Vlakke rit          | Tom Boonen       | Jesper Asselman   |
| 4e     | 13 augustus | Hoogerheide        | Hoogerheide    | 13,9 km  | Individuele tijdrit | Jos van Emden    | Jos van Emden     |
| 5e     | 14 augustus | Riemst             | Sittard-Geleen | 179,6 km | Heuvelrit           | Johan Le Bon     | Wilco Kelderman   |
| 6e     | 15 augustus | Heerlen            | Houffalize     | 208,6 km | Heuvelrit           | Tim Wellens      | Tim Wellens       |
| 7e     | 16 augustus | Sint-Pieters-Leeuw | Geraardsbergen | 193,8 km | Heuvelrit           | Manuel Quinziato | Tim Wellens       |

## Etappe-uitslagen

### 1e etappe
| Bolsward - Bolsward (183,5 km) |                     |                        |          |
| Plaats                         | Naam                | Ploeg                  | Tijd     |
| Winnaar                        | Elia Viviani        | Team Sky               | 4u06'18" |
| 2                              | Danny van Poppel    | Trek Factory Racing    | z.t.     |
| 3                              | Jean-Pierre Drucker | BMC Racing Team        | z.t.     |
| 4                              | André Greipel       | Lotto Soudal           | z.t.     |
| 5                              | Jonas Van Genechten | IAM Cycling            | z.t.     |
| 6                              | Andrea Guardini     | Astana                 | z.t.     |
| 7                              | Magnus Cort         | Orica-GreenEdge        | z.t.     |
| 8                              | Moreno Hofland      | Team LottoNL-Jumbo     | z.t.     |
| 9                              | José Joaquín Rojas  | Team Movistar          | z.t.     |
| 10                             | Dylan Groenewegen   | Roompot Oranje Peloton | z.t.     |

| Algemeen klassement |                     |                        |          |
| Plaats              | Naam                | Ploeg                  | Tijd     |
| Witte trui          | Elia Viviani        | Team Sky               | 4u06'08" |
| 2                   | Danny van Poppel    | Trek Factory Racing    | + 4"     |
| 3                   | Jesper Asselman     | Roompot Oranje Peloton | z.t.     |
| 4                   | Laurens De Vreese   | Astana                 | + 5"     |
| 5                   | Nico Denz           | AG2R La Mondiale       | z.t.     |
| 6                   | Jean-Pierre Drucker | BMC Racing Team        | + 6"     |
| 7                   | Nathan Haas         | Team Cannondale-Garmin | + 8"     |
| 8                   | André Greipel       | Lotto Soudal           | + 10"    |
| 9                   | Jonas Van Genechten | IAM Cycling            | z.t.     |
| 10                  | Andrea Guardini     | Astana                 | z.t.     |

### 2e etappe
| Breda - Breda (180 km) |                        |                     |          |
| Plaats                 | Naam                   | Ploeg               | Tijd     |
| Winnaar                | André Greipel          | Lotto Soudal        | 4u12'52" |
| 2                      | Jacopo Guarnieri       | Katjoesja           | z.t.     |
| 3                      | Tom Boonen             | Etixx-Quick Step    | z.t.     |
| 4                      | Jean-Pierre Drucker    | BMC Racing Team     | z.t.     |
| 5                      | Danny van Poppel       | Trek Factory Racing | z.t.     |
| 6                      | Arnaud Démare          | FDJ                 | z.t.     |
| 7                      | Vjatsjeslav Koeznetsov | Katjoesja           | z.t.     |
| 8                      | Roy Jans               | Wanty-Groupe Gobert | z.t.     |
| 9                      | Sébastien Turgot       | AG2R La Mondiale    | z.t.     |
| 10                     | Sacha Modolo           | Lampre-Merida       | z.t.     |

| Algemeen klassement |                     |                             |          |
| Plaats              | Naam                | Ploeg                       | Tijd     |
| Witte trui          | Jesper Asselman     | Roompot Oranje Peloton      | 8u18'55" |
| 2                   | André Greipel       | Lotto Soudal                | + 5"     |
| 3                   | Elia Viviani        | Team Sky                    | z.t.     |
| 4                   | Danny van Poppel    | Trek Factory Racing         | + 9"     |
| 5                   | Jacopo Guarnieri    | Katjoesja                   | z.t.     |
| 6                   | Gijs Van Hoecke     | Topsport Vlaanderen-Baloise | z.t.     |
| 7                   | Laurens De Vreese   | Astana                      | + 10"    |
| 8                   | Nico Denz           | AG2R La Mondiale            | z.t.     |
| 9                   | Jean-Pierre Drucker | BMC Racing Team             | + 11"    |
| 10                  | Tom Boonen          | Etixx-Quick Step            | z.t.     |

### 3e etappe
| Beveren - Ardooie (171,9 km) |                   |                        |          |
| Plaats                       | Naam              | Ploeg                  | Tijd     |
| Winnaar                      | Tom Boonen        | Etixx-Quick Step       | 3u54'25" |
| 2                            | Arnaud Démare     | FDJ                    | z.t.     |
| 3                            | Elia Viviani      | Team Sky               | z.t.     |
| 4                            | Andrea Guardini   | Astana                 | z.t.     |
| 5                            | Dylan Groenewegen | Roompot Oranje Peloton | z.t.     |
| 6                            | André Greipel     | Lotto Soudal           | z.t.     |
| 7                            | Rüdiger Selig     | Katjoesja              | z.t.     |
| 8                            | Sacha Modolo      | Lampre-Merida          | z.t.     |
| 9                            | Danny van Poppel  | Trek Factory Racing    | z.t.     |
| 10                           | Roy Jans          | Wanty-Groupe Gobert    | z.t.     |

| Algemeen klassement |                    |                             |           |
| Plaats              | Naam               | Ploeg                       | Tijd      |
| Witte trui          | Jesper Asselman    | Roompot Oranje Peloton      | 12u13'20" |
| 2                   | Tom Boonen         | Etixx-Quick Step            | + 1"      |
| 3                   | Elia Viviani       | Team Sky                    | z.t.      |
| 4                   | André Greipel      | Lotto Soudal                | + 5"      |
| 5                   | Edward Theuns      | Topsport Vlaanderen-Baloise | + 6"      |
| 6                   | Danny van Poppel   | Trek Factory Racing         | + 9"      |
| 7                   | Arnaud Démare      | FDJ                         | z.t.      |
| 8                   | Jacopo Guarnieri   | Katjoesja                   | z.t.      |
| 9                   | Gijs Van Hoecke    | Topsport Vlaanderen-Baloise | z.t.      |
| 10                  | Frederik Veuchelen | Wanty-Groupe Gobert         | z.t.      |

### 4e etappe
| Hoogerheide - Hoogerheide (13,9 km) (ITT) |                   |                    |        |
| Plaats                                    | Naam              | Ploeg              | Tijd   |
| Winnaar                                   | Jos van Emden     | Team LottoNL-Jumbo | 16'34" |
| 2                                         | Wilco Kelderman   | Team LottoNL-Jumbo | + 5"   |
| 3                                         | Adriano Malori    | Team Movistar      | + 7"   |
| 4                                         | Lars Boom         | Astana             | z.t.   |
| 5                                         | Matthias Brändle  | IAM Cycling        | + 11"  |
| 6                                         | Greg Van Avermaet | BMC Racing Team    | + 14"  |
| 7                                         | Manuel Quinziato  | BMC Racing Team    | + 16"  |
| 8                                         | Philippe Gilbert  | BMC Racing Team    | + 20"  |
| 9                                         | Michael Hepburn   | Orica-GreenEdge    | + 21"  |
| 10                                        | Michael Rogers    | Tinkoff-Saxo       | z.t.   |

| Algemeen klassement |                   |                    |           |
| Plaats              | Naam              | Ploeg              | Tijd      |
| Witte trui          | Jos van Emden     | Team LottoNL-Jumbo | 12u30'09" |
| 2                   | Wilco Kelderman   | Team LottoNL-Jumbo | + 5"      |
| 3                   | Adriano Malori    | Team Movistar      | + 7"      |
| 4                   | Lars Boom         | Astana             | z.t.      |
| 5                   | Matthias Brändle  | IAM Cycling        | + 11"     |
| 6                   | Greg Van Avermaet | BMC Racing Team    | + 14"     |
| 7                   | Manuel Quinziato  | BMC Racing Team    | + 16"     |
| 8                   | Philippe Gilbert  | BMC Racing Team    | + 18"     |
| 9                   | Michael Hepburn   | Orica-GreenEdge    | + 21"     |
| 10                  | Michael Rogers    | Tinkoff-Saxo       | z.t.      |

### 5e etappe
| Riemst - Sittard-Geleen (179,6 km) |                     |                    |          |
| Plaats                             | Naam                | Ploeg              |          |
| Winnaar                            | Johan Le Bon        | FDJ                | 4u13'50" |
| 2                                  | Dylan van Baarle    | Cannondale-Garmin  | z.t.     |
| 3                                  | Magnus Cort Nielsen | Orica-GreenEdge    | + 9"     |
| 4                                  | Tim Wellens         | Lotto Soudal       | z.t.     |
| 5                                  | Wilco Kelderman     | Team LottoNL-Jumbo | z.t.     |
| 6                                  | André Greipel       | Lotto Soudal       | + 11"    |
| 7                                  | Georg Preidler      | Team Giant-Alpecin | + 15"    |
| 8                                  | Tiesj Benoot        | Lotto Soudal       | + 27"    |
| 9                                  | Philippe Gilbert    | BMC Racing Team    | z.t.     |
| 10                                 | Lars Boom           | Astana             | z.t.     |

| Algemeen klassement |                   |                    |            |
| Plaats              | Naam              | Ploeg              | Tijd       |
| Witte trui          | Wilco Kelderman   | Team LottoNL-Jumbo | 16u44'013" |
| 2                   | Dylan van Baarle  | Cannondale-Garmin  | + 1"       |
| 3                   | Johan Le Bon      | FDJ                | + 8"       |
| 4                   | Jos van Emden     | Team LottoNL-Jumbo | + 13"      |
| 5                   | Tim Wellens       | Lotto Soudal       | + 19"      |
| 6                   | Lars Boom         | Astana             | + 20"      |
| 7                   | Greg Van Avermaet | BMC Racing Team    | + 26"      |
| 8                   | Manuel Quinziato  | BMC Racing Team    | + 29"      |
| 9                   | Philippe Gilbert  | BMC Racing Team    | z.t.       |
| 10                  | Michael Rogers    | Tinkoff-Saxo       | + 34"      |

### 6e etappe
| Heerlen - Houffalize (208,6 km) |                   |                     |          |
| Plaats                          | Naam              | Ploeg               |          |
| Winnaar                         | Tim Wellens       | Lotto Soudal        | 5u28'46" |
| 2                               | Greg Van Avermaet | BMC Racing Team     | + 49"    |
| 3                               | Simon Geschke     | Team Giant-Alpecin  | + 51"    |
| 4                               | Jan Bakelants     | AG2R La Mondiale    | + 1'03"  |
| 5                               | Tom Jelte Slagter | Cannondale-Garmin   | + 1'07"  |
| 6                               | Philippe Gilbert  | BMC Racing Team     | + 1'13"  |
| 7                               | Tiesj Benoot      | Lotto Soudal        | z.t.     |
| 8                               | Fabio Felline     | Trek Factory Racing | z.t.     |
| 9                               | Andrij Hryvko     | Astana              | z.t.     |
| 10                              | Wilco Kelderman   | Team LottoNL-Jumbo  | + 1'17"  |

| Algemeen klassement |                         |                     |           |
| Plaats              | Naam                    | Ploeg               | Tijd      |
| Witte trui          | Tim Wellens             | Lotto Soudal        | 22u12'59" |
| 2                   | Greg Van Avermaet       | BMC Racing Team     | + 1'03"   |
| 3                   | Wilco Kelderman         | Team LottoNL-Jumbo  | + 1'17"   |
| 4                   | Philippe Gilbert        | BMC Racing Team     | + 1'40"   |
| 5                   | Fabio Felline           | Trek Factory Racing | + 1'48"   |
| 6                   | Michael Rogers          | Tinkoff-Saxo        | + 1'51"   |
| 7                   | Andrij Hryvko           | Astana              | + 1'54"   |
| 8                   | Christopher Juul-Jensen | Tinkoff-Saxo        | + 2'05"   |
| 9                   | Tiesj Benoot            | Lotto Soudal        | + 2'13"   |
| 10                  | Jan Bakelants           | AG2R La Mondiale    | z.t.      |

### 7e etappe
| Sint-Pieters-Leeuw - Geraardsbergen (188,6 km) |                     |                     |          |
| Plaats                                         | Naam                | Ploeg               |          |
| Winnaar                                        | Manuel Quinziato    | BMC Racing Team     | 4u18'18" |
| 2                                              | Björn Leukemans     | Wanty-Groupe Gobert | + 3"     |
| 3                                              | Yves Lampaert       | Etixx-Quick Step    | + 8"     |
| 4                                              | Greg Van Avermaet   | BMC Racing Team     | + 38"    |
| 5                                              | Julian Alaphilippe  | Etixx-Quick Step    | z.t.     |
| 6                                              | Tiesj Benoot        | Lotto Soudal        | + 40"    |
| 7                                              | Filippo Pozzato     | Lampre-Merida       | z.t.     |
| 8                                              | Jan Bakelants       | AG2R La Mondiale    | + 42"    |
| 9                                              | Philippe Gilbert    | BMC Racing Team     | z.t.     |
| 10                                             | Magnus Cort Nielsen | Tinkoff-Saxo        | z.t.     |
|                                                |                     |                     |          |
| 12                                             | Wilco Kelderman     | Team LottoNL-Jumbo  | z.t.     |

| Algemeen klassement |                         |                     |           |
| Plaats              | Naam                    | Ploeg               | Tijd      |
| Witte trui          | Tim Wellens             | Lotto Soudal        | 26u31'59" |
| 2                   | Greg Van Avermaet       | BMC Racing Team     | + 59"     |
| 3                   | Wilco Kelderman         | Team LottoNL-Jumbo  | + 1'17"   |
| 4                   | Philippe Gilbert        | BMC Racing Team     | + 1'40"   |
| 5                   | Fabio Felline           | Trek Factory Racing | + 1'48"   |
| 6                   | Andrij Hryvko           | Astana              | + 1'54"   |
| 7                   | Michael Rogers          | Tinkoff-Saxo        | + 2'02"   |
| 8                   | Tiesj Benoot            | Lotto Soudal        | + 2'11"   |
| 9                   | Christopher Juul-Jensen | Tinkoff-Saxo        | z.t.      |
| 10                  | Julian Alaphilippe      | Etixx-Quick Step    | z.t.      |

## Klassementenverloop
| Etappe | Algemeen Klassement | Puntenklassement | Strijdlustklassement |
| 1      | Elia Viviani        | Elia Viviani 1   | Nathan Haas          |
| 2      | Jesper Asselman     | André Greipel    | Jesper Asselman 2 3  |
| 3      | Jesper Asselman     | André Greipel    | Jesper Asselman 2 3  |
| 4      | Jos van Emden       | André Greipel    | Jesper Asselman 2 3  |
| 5      | Wilco Kelderman     | André Greipel    | Jesper Asselman 2 3  |
| 6      | Tim Wellens         | André Greipel    | Gijs Van Hoecke      |
| 7      | Tim Wellens         | André Greipel    | Gijs Van Hoecke      |

- 1 De puntentrui werd in de tweede etappe gedragen door  Danny van Poppel, die tweede stond achter Viviani.
- 2 De strijdlusttrui werd in de derde etappe gedragen door  Gijs Van Hoecke, die tweede stond achter Asselman.
- 3 De strijdlusttrui werd in de vierde etappe gedragen door  Frederik Veuchelen, die tweede stond achter Asselman.

## Eindklassementen
| Plaats     | Naam                    | Ploeg               | Tijd      |
| ---------- | ----------------------- | ------------------- | --------- |
| Witte trui | Tim Wellens             | Lotto Soudal        | 26u31'59" |
| 2          | Greg Van Avermaet       | BMC Racing Team     | + 59"     |
| 3          | Wilco Kelderman         | Team LottoNL-Jumbo  | + 1'17"   |
| 4          | Philippe Gilbert        | BMC Racing Team     | + 1'40"   |
| 5          | Fabio Felline           | Trek Factory Racing | + 1'48"   |
| 6          | Andrij Hryvko           | Astana              | + 1'54"   |
| 7          | Michael Rogers          | Tinkoff-Saxo        | + 2'02"   |
| 8          | Tiesj Benoot            | Lotto Soudal        | + 2'11"   |
| 9          | Christopher Juul-Jensen | Tinkoff-Saxo        | z.t.      |
| 10         | Julian Alaphilippe      | Etixx-Quick Step    | z.t.      |

| Plaats    | Naam              | Ploeg              | Punten |
| --------- | ----------------- | ------------------ | ------ |
| Rode trui | André Greipel     | Lotto Soudal       | 79     |
| 2         | Greg Van Avermaet | BMC Racing Team    | 59     |
| 3         | Tom Boonen        | Etixx-Quick Step   | 52     |
|           |                   |                    |        |
| 4         | Wilco Kelderman   | Team LottoNL-Jumbo | 52     |

| Plaats      | Naam               | Ploeg                       | Punten |
| ----------- | ------------------ | --------------------------- | ------ |
| Zwarte trui | Gijs Van Hoecke    | Topsport Vlaanderen-Baloise | 63     |
| 2           | Jesper Asselman    | Roompot Oranje Peloton      | 56     |
| 3           | Frederik Veuchelen | Wanty-Groupe Gobert         | 41     |

| Plaats | Ploeg        | Tijd      |
| ------ | ------------ | --------- |
| 1      | Lotto Soudal | 79u44'03" |
| 2      | Astana       | + 1'13"   |
| 3      | Tinkoff-Saxo | + 3'38"   |